# Dominicas Misioneras de la Sagrada Familia
Las Hermanas Dominicas Misioneras de la Sagrada Familia son una congregación religiosa católica femenina de derecho pontificio, fundada por el obispo dominico español José Cueto y Díaz de la Maza, en Las Palmas, el 12 de junio de 1895. Las religiosas de esta congregación son conocidas como Dominicas Misioneras de la Sagrada Familia o simplemente como Dominicas misioneras, y posponen a sus nombres las siglas D.M.S.F.

## Historia
José Cueto y Díaz de la Maza, recién elegido obispo de Canarias, llamó a las Hijas de Cristo Rey para colaborar en la educación de la juventud en Las Palmas, fundando un colegio en 1891. Dicha congregación envió cinco religiosas a la cabeza de Pilar Prieto Vidal. Con la intención de agregar la recién fundada comunidad a la Orden de Predicadores, el 12 de junio de 1895, independizó la casa de Las Palmas bajo el nombre de Hermanas Dominicas Misioneras de la Sagrada Familia. Utilizaron como base de sus Constituciones las de las Dominicas de Nancy.
La congregación vivirá su periodo de expansión luego de la muerte de los fundadores, primero en las Islas Canarias y luego en España peninsular. Con la unión de la congregación de las Dominicas de Villava (1929) se dio inicio a dicha expansión peninsular. La primera casa fundada fuera de España fue la de Pitrufquen, en Chile, desde donde se extendería por otros países de Sudamérica.
El instituto recibió la aprobación pontifica, mediante decreto de alabanza del 13 de diciembre de 1943 y la aprobación definitiva de sus Constituciones el 9 de enero de 1954.

## Organización
Las Dominicas de la Sagrada Familia se dedican a la educación cristiana de la juventud. Son un instituto centralizado y el gobierno general recae sobre la superiora general, considerada la sucesora de Pilar Prieto, y su Consejo. En la actualidad, el cargo lo ostenta la religiosa española María del Pino Calderín Marrero. La casa general se encuentra en Madrid.
En 2015, la congregación contaba con unas 217 religiosas y 37 comunidades, presentes en Bolivia, Camerún, Chile, Colombia, Cuba, España (de manera especial en las Islas Canarias) y Venezuela.